# Huracà Linda (1977)

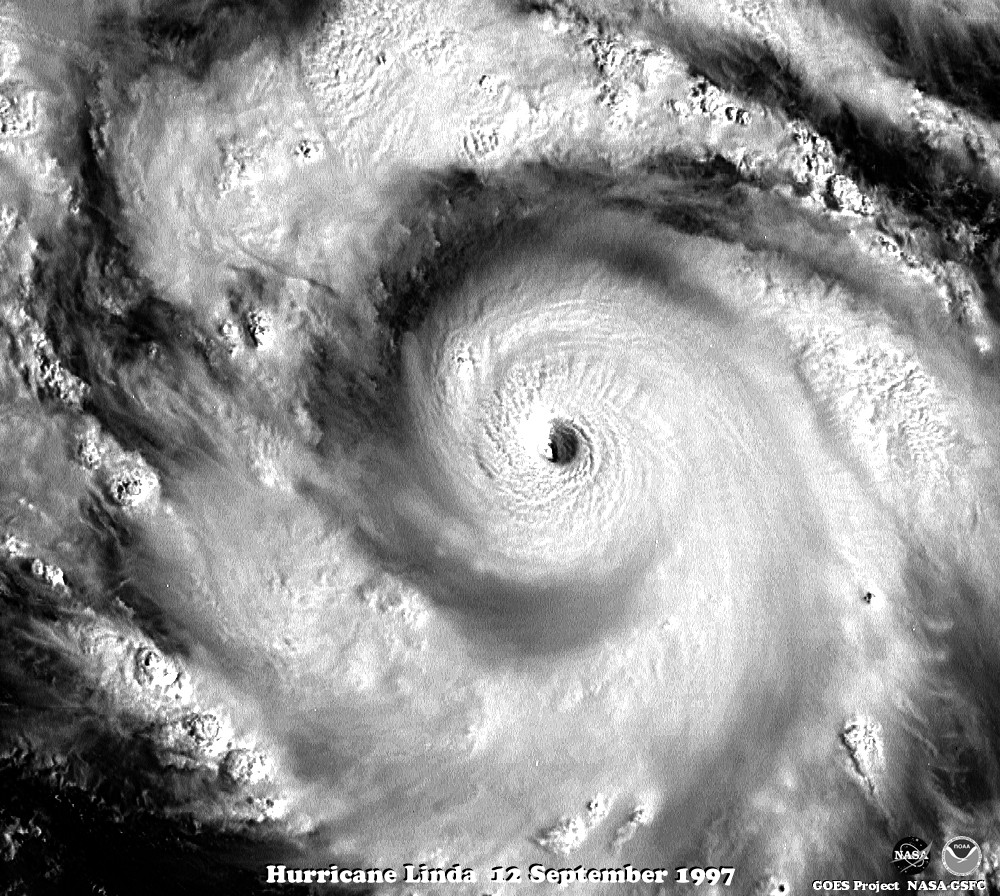
Imatge de satèl·lit de l'ull d'Huracà Linda el 12 de setembre de 1997

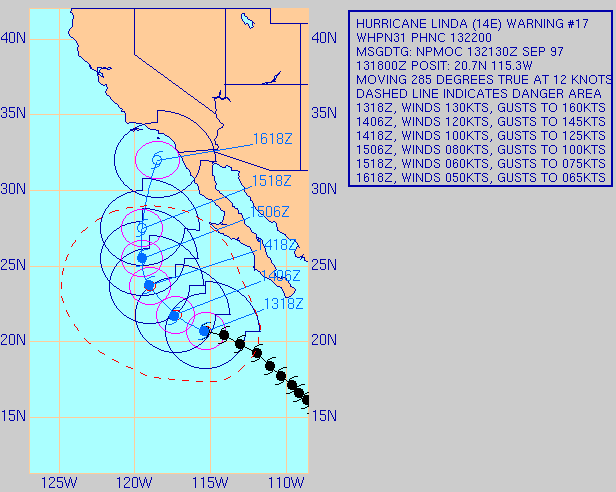
Previsió de recorregut del Linda del 13 de setembre mostrant un camí cap a Califòrnia del sud

L'Huracà Linda va ser l'huracà més fort mai enregistrat a l'est de l'oceà Pacífic. Format a partir d'una ona tropical el 9 de setembre de 1997, s'anà intensificant fins que va assolir la categoria d'huracà a les 36 hores de la seva formació. S'intensificà ràpidament, assolint vents de fins a 1298 km/h i una pressió central calculada de 902 mil·libars. Estava previst que l'huracà es desplacés cap al sud de Califòrnia, però en comptes d'això, l'huracà es va dirigir mar endins i va dissipar-se el 17 de setembre. Va ser el quinzè cicló tropical, la tretzena tempesta en ser anomenada, el setè huracà i el cinquè major huracà de la temporada d'huracans del Pacífic de l'any 1997.
Mentre s'apropava a la màxima va passar a prop de l'illa de Socorro on va avariar instruments meteorològics. L'huracà va produir ones altes al llarg del la costa del sud-oest de Mèxic, forçant el tancament de cinc ports. Si hagués arribat a Califòrnia del sud com s'havia pronosticat, hauria estat la tempesta més forta des de 1939. Encara que no va copejar l'estat, l'huracà va produir pluviositat a la regió, causant esllavissades de fang i inundant en el la zona salvatge de San Gorgonio; dues cases van ser destruïdes i 77 altres malmeses, i danys per 3.2$ milions (1997 USD, 4.3$ milions 2008 USD). Malgrat la intensitat, el nom no va ser retirat.